# Gaston Gélibert

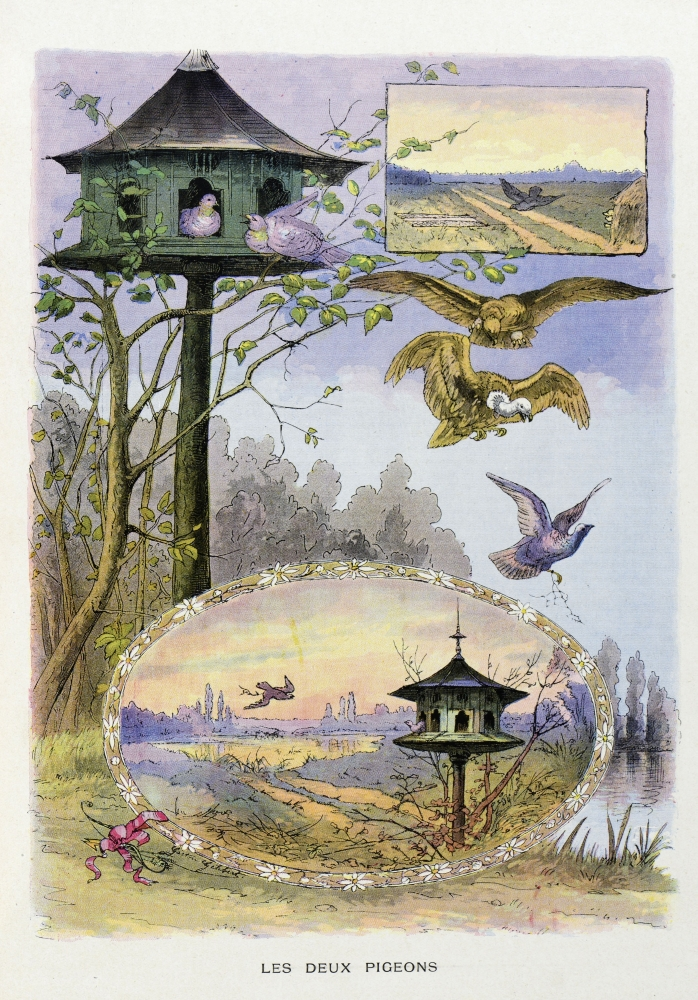
Les deux pigeons, œuvre de Gaston Gélibert vers 1900.

Gaston Gélibert, né le 18 septembre 1850 à Asté et mort le 21 novembre 1931 à Capbreton, est un peintre français.

## Biographie
Gaston Jules Sosthène Gélibert est le fils de Paul-Jean-Pierre Gélibert artiste peintre, et de Charlotte Dorothée, dite Caroline Artigala. Son frère Jules-Bertrand Gélibert est également artiste peintre.
Élève de son père, il expose au Salon à partir de 1870.
Grand amateur de chasse, il devient peintre animalier.
Il accompagne son frère installé à Capbreton dans la réalisation des peintures monumentales de l'église Saint-Nicolas. Celles-ci sont désormais inscrites à l’Inventaire général du Patrimoine de France. 
Il obtient une mention honorable en 1910, le prix Rosa-Bonheur en 1921 et une médaille d'argent en 1925.
Il participe aux compétitions artistiques des Jeux olympiques d'été de 1928.
Il meurt célibataire à Capbreton à l'âge de 81 ans. Il est inhumé au cimetière municipal.
Une rue de Capbreton porte le nom rue des frères Gélibert.